# إم إل بي ذا شو 16
إم إل بي ذا شو 6 (بالإنجليزية: MLB The Show 16)‏ هي لعبة فيديو عن دوري كرة القاعدة الرئيسي الأمريكي تم إنتاجها في سنة 2016 وهو مطورة من قبل شركة سان دييغو ستوديو ومن إنتاج سوني إنتراكتيف إنترتينمنت لأجهزة البلاي ستيشن 3 وبلاي ستيشن 4.